# 함께하는 시민행동
함께하는 시민행동(Citizens' Action Network)은 예산감시,기업감시,정보인권 등에 관한 활동을 하는 대한민국의 시민 단체로, 1999년 9월 9일에 창립했다.